# Dolphin FC
El Dolphin Football Club fou un club de futbol irlandès de la ciutat de Dublín.

## Història
El club va ser fundat l'any 1921. Jugà a la lliga d'Irlanda entre les temporades 1930-31 i 1936-37. El 1934-35 es proclamà campió de lliga. A més, fou finalista de copa les temporades 1931-32 i 1932-33.

## Palmarès
- Lliga d'Irlanda: 
  - 1934-35

- Dublin City Cup: 
  - 1934-35

- Lliga Senior de Leinster: 
  - 1929-30, 1930-31

- Copa Senior de Leinster: 
  - 1931-32

## Futbolistes destacats
Futbolistes internacionals amb les seves seleccions.
| - Larry Doyle - Jimmy Bermingham - Willie Fallon | - Joe Kendrick - George Lennox - Jeremiah Robinson | - Alex Stevenson - Charlie Reid - Alex Massie |